# Alfred Bertelsen

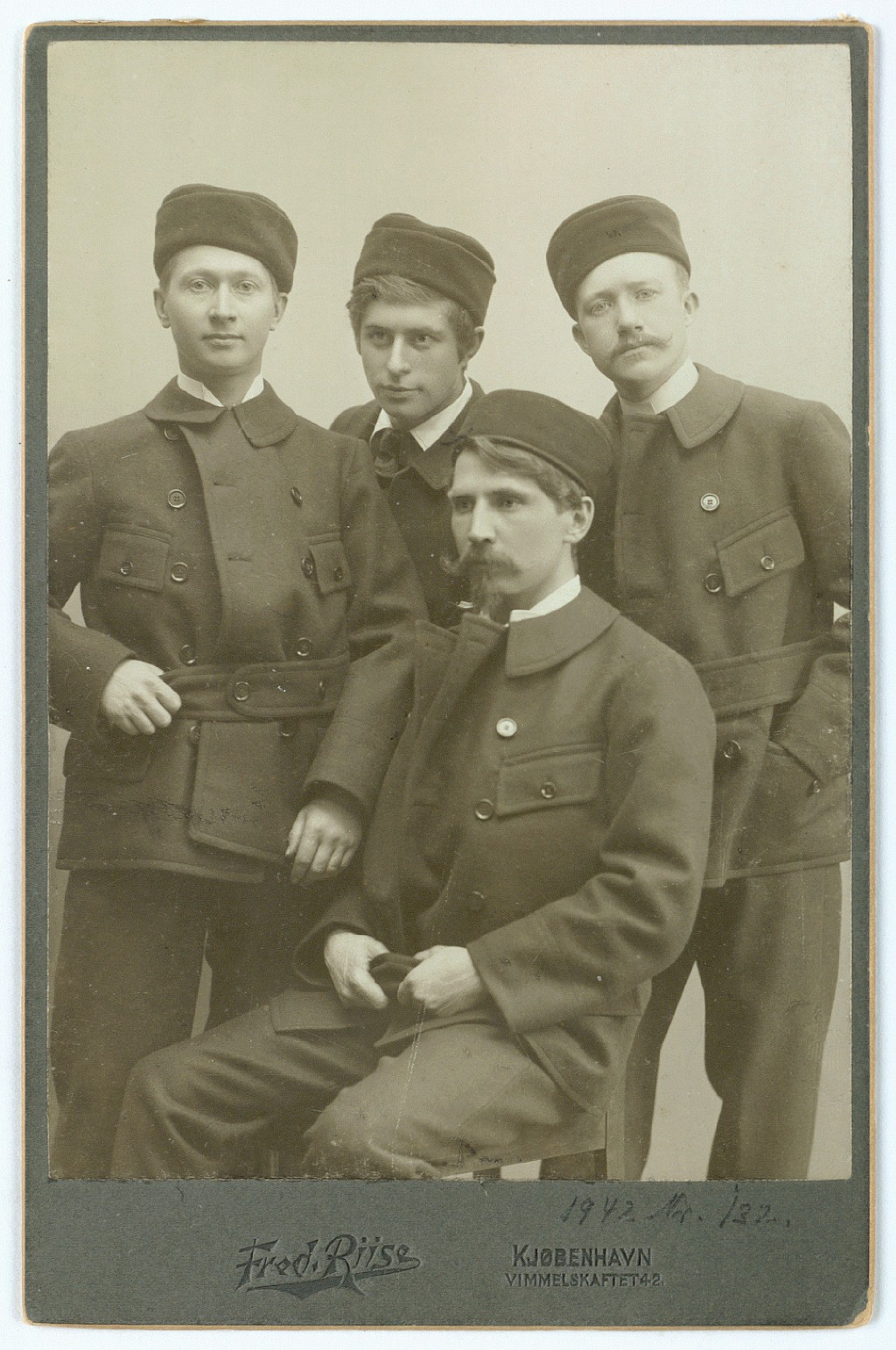
Alfred Bertelsen (rechts) mit Harald Moltke, Knud Rasmussen und Ludvig Mylius-Erichsen (1902)

Alfred Leopold Bertelsen (* 5. März 1877 in Roskilde; † 17. Oktober 1950 in Frederiksberg) war ein dänischer Mediziner, Ornithologe und Fotograf. Er verbrachte 20 Jahre als Arzt in Uummannaq und verfasste grundlegende Arbeiten zum Gesundheitszustand der grönländischen Bevölkerung. Daneben beschäftigte er sich mit dem Studium der grönländischen Vogelwelt.

## Leben
Alfred Bertelsen war der Sohn des Stadtvogtsbevollmächtigten Frederik Emil Valdemar Bertelsen (1830–1901) und dessen Frau Marie Christine Ingstrup (1854–1927). Er wurde in Roskilde geboren, wo er 1895 auch die Schule mit der Hochschulreife beendete. Anschließend studierte er bis 1902 Medizin. Noch im selben Jahr kam er 1902 mit der Literarischen Expedition unter der Leitung Ludvig Mylius-Erichsens nach Grönland. Diese hatte das Ziel, ethnografische Feldforschung unter den Polar-Inuit zu betreiben und insbesondere deren Lieder und Legenden aufzuzeichnen. Nach der Überwinterung in Ilulissat fuhr die Expedition 1903 mit Hundeschlitten weiter nach Upernavik, wo Bertelsen sie verließ, während die anderen Männer über die Melville-Bucht zu Saunders Ø weiterzogen. Bertelsen wurde 1904 zum kommissarischen Distriktsarzt in Ilulissat ernannt, als welcher er für ganz Nordgrönland zuständig war. Im Folgejahr wurde der Arztdistrikt aufgespalten und Alfred Bertelsen kommissarisch zum Distriktsarzt mit Sitz in Uummannaq ernannt, als welcher er neben dem Kolonialdistrikt Ũmánaĸ auch für den Kolonialdistrikt Upernavik zuständig war. 1906 wurde er festangestellt. Er heiratete am 21. Juli 1910 in Uummannaq die Grönländerin Johanne Regine Elisabeth Fleischer (1875–1960), die Tochter des Handelsverwalters Jens Christian Poul Fleischer (1847–1930) und dessen erster Frau Maren Emilie Mathilde Henningsen (1849–1889). Sie war eine Cousine seines Expeditionskollegen Knud Rasmussen (1879–1933) sowie von Frederik Balle (1871–1939) und Knud Balle (1877–1928). Von 1910 bis 1912 war er beurlaubt. 1915 wurde der Arztdistrikt Upernavik ausgelagert, den Hans Jensen Bryder übernahm. Von 1917 bis 1918 war er erneut beurlaubt und war in dieser Zeit Reservearzt in Düren. Von 1920 bis 1921 war er Mitglied der Grønlandskommission. 1925 wurde er zum Kreisarzt für Nordgrönland ernannt. 1927 kehrte er nach Europa zurück und wurde 1928 zum medizinischen Berater für Grønlands Styrelse ernannt. 1947/48 wurde er pensioniert. Er starb 1950 im Alter von 73 Jahren.
Alfred Bertelsen war sehr konservativ in seinem Umgang mit der grönländischen Bevölkerung und unter ihm kam es in der medizinischen Praxis zu keinen großen Fortschritten, wofür er von jüngeren Kollegen häufig Kritik erhielt. Auf der anderen Seite trieb er die grönländische Gesundheitswissenschaft jedoch entscheidend voran. Seine grundlegenden Untersuchungen zum Gesundheitszustand der grönländischen Bevölkerung führten zu zahlreichen wissenschaftlichen Abhandlungen auch größeren Umfangs. In seinem vierbändigen Werk Grønlandsk medicinsk og Nosografi aus den Jahren 1935–1943 behandelte er die Bedingungen, die sich direkt oder indirekt auf die Gesundheit der Bevölkerung auswirkten, wie Bevölkerungswachstum, Wohnverhältnisse und Hygiene. Insbesondere untersuchte er die Ausbreitung der Tuberkulose, die in den Jahren 1924–1933 für 36 % der Todesfälle in Westgrönland verantwortlich war. Daneben galt sein interesse der grönländischen Vogelwelt. Er zählte und erforschte die Vögel in der Umgebung Uummannaqs und dokumentierte 210 Brutplätze von 32 Arten. Er war zudem einer der ersten in Grönland tätigen Fotografen und hinterließ gemeinsam mit Theodor Krabbe eine Vielzahl von bedeutenden Fotografien.
Er wurde 1921 zum Ritter des Dannebrogordens und 1938 zum Dannebrogsmand ernannt.

## Schriften (Auswahl)
- 1905: De i Grønland brugte fuglenavne og deres betydning
- 1908: Historien om Jakobs familie. En lille laerbog i sundheldspleje for Gronlaendere
- 1923: Fuglene i Umánaq distrikt
- 1935: Grønlands Befolkningsstatistik 1901–30
- 1935–1943: Grønlandsk medicinsk Statistik og Nosografi (4 Bände)
- 1937: Sundhedsvilkaarene i Grønland
- 1940: Det sædvanlige grønlandske Sygdomsbillede
- 1943: Akutte Infektionssygdomme i Grønland
- 1945: Grønlænderne i Danmark. Bidrag til Belysning af grønlandsk Kolonihistorie fra 1605 til vor Tid